# Ann Savage
Ann Savage, pseudonimo di Bernice Maxine Lyon (Columbia, 19 febbraio 1921 – Los Angeles, 25 dicembre 2008), è stata un'attrice statunitense.

## Biografia
Nata in Carolina del Sud, Ann Savage è nota soprattutto per i suoi ruoli di femme fatale in numerosi B-movie hollywoodiani, il più importante dei quali è nel classico del genere noir Detour - Deviazione per l'inferno, di Edgar G. Ulmer, girato nel 1945 al fianco di Tom Neal, con il quale condivise diverse pellicole, sempre dello stesso genere: in Detour, in particolare, la Savage interpretò il ruolo di una donna spietata e sessualmente aggressiva, che ricatta un uomo incontrato per caso.
Figlia di un ufficiale dell'esercito statunitense, la piccola Bernice seguì i continui spostamenti del padre da una base militare all'altra, trasferendosi tra l'altro a Dallas, a New Orleans ed infine a Jacksonville. Dopo la morte del padre, avvenuta quando aveva solo quattro anni, la madre, proprietaria di una gioielleria, si trasferì con i figli a Los Angeles, quando Ann aveva poco meno di dieci anni. Dopo aver iniziato gli studi di recitazione alla scuola di Max Reinhardt, Ann fece conoscenza con Bert D'Armand, il responsabile della scuola, che in seguito divenne il suo impresario, e che sposò nel 1945.
Dopo aver nel frattempo intrapreso anche la carriera di fotomodella, scelse il nome d'arte di Ann Savage ed esordì sul grande schermo in una piccola parte nella pellicola Il grande valzer (1938) di Julien Duvivier, dopo aver firmato un contratto con la Columbia Pictures. Durante il periodo della Seconda guerra mondiale divenne una delle pin-up preferite dai soldati al fronte, e dopo essere apparsa sulla copertina della celebre rivista Esquire nel 1944, in un servizio fotografico opera del celebre fotografo George Hurrell Sr., partecipò a molti spettacoli in favore delle forze armate.
Nonostante sia apparsa in oltre 30 pellicole noir, western e di altro genere negli anni quaranta e cinquanta, la sua carriera fu molto breve, soprattutto dopo il suo divorzio dalla Columbia Pictures, fino al definitivo ritiro dal cinema nel 1953, quando da Hollywood si trasferì con il marito a Manhattan. La Savage tuttavia comparve occasionalmente in alcune TV locali, rimanendo sostanzialmente fuori dal mondo dello spettacolo ma facendo un breve rientro nel cinema nella pellicola Fuochi incrociati (1986) in cui, paradossalmente, interpretò il ruolo di una suora ed infine, per la sua ultima interpretazione, nella pellicola My Winnipeg (2007) del regista canadese Guy Maddin.

## Filmografia parziale
- Che donna! (What Woman!), regia di Irving Cummings (1943)
- Molta brigata vita beata (The More, The Merrier), regia di George Stevens (1943)
- Passaporto per Suez (Passport to Suez), regia di André De Toth (1943)
- Detour - Deviazione per l'inferno (Detour), regia di Edgar G. Ulmer (1945)
- Rinnegata (Renegade Girl), regia di William Berke (1946)
- Satan's Cradle, regia di Ford Beebe (1949)
- L'isola dei pigmei (Pygmy Island), regia di William Berke (1950)
- La donna che volevano linciare (Woman They Almost Lynched), regia di Allan Dwan (1953)
- Fuochi incrociati (Fire with Fire), regia di Duncan Gibbins (1986)
- My Winnipeg, regia di Guy Maddin (2007)